# Липківський Іван Васильович
Іва́н Васи́льович Липкі́вський — український художник, представник школи «бойчукістів».

## Життєпис
Його батько — священик, отець Василь Липківський, отож й Іван навчався в Київській церковно-вчительській школі. Однак перемогло захоплення малярством, і 1921 року він розпочав навчання в майстерні монументального мистецтва УАМ , 1927 року закінчив Київський художній інститут, став членом АРМУ.
1927 року намалював «Портрет селянина», котрий із успіхом експонувався на I Всеукраїнській виставці АРМУ в Харкові.
З початком репресій серед української інтелігенції завідувача навчально-художніх підручних матеріалів художнього інституту Івана Липківського звільнено з роботи. Арештований органами НКВС 3 листопада 1936 року за звинуваченням «участь у націонал-фашистській організації».
13 липня 1937 року розстріляний в Києві.
Серед робіт:
- «Бесемер заводу ім. Дзержинського», 1926,
- «Червона домна. Завод ім. Дзержинського», 1926,
- «Сталепрокатники», 1929,
- «Угода про соціалістичне змагання», 1932

Станом на лютий 2017 року не реабілітований.

## Родинні зв'язки
Син українського релігійного діяча Василя Липківського, брат театрального діяча Леся Липківського, дядько театрознавця Юрія Бобошка.